# Yunnanites coriacea
Yunnanites coriacea är en insektsart som beskrevs av Boris Petrovich Uvarov 1925. Yunnanites coriacea ingår i släktet Yunnanites och familjen Pyrgomorphidae. Inga underarter finns listade i Catalogue of Life.